# Стењевец
Стењевец је градска четврт у самоуправном уређењу града Загреба.
Градска четврт је основана Статутом Града Загреба 14. децембра 1999. године.
По подацима из 2001. године површина четврти је 12,18 , а број становника 41.257.
Четврт обухвата западни део града, јужно од Алеје Болоња.
Велик део четврти је урбанизован, и у њему се истичу насеља Пречко, Шпанско и Малешница. Недавно је изграђен и комплекс трговачких центара око Шкорпикове улице. Кроз четврт пролази Загребачка/Љубљанска авенија.